# Pedro Masó Paulet
Pedro Masó Paulet   (Madrid, 26 de gener de 1927 - Madrid, 23 de setembre de 2008) fou un director, guionista i productor de cinema espanyol. Pedro Masó desenvolupà una activitat infatigable en l'àmbit cinematogràfic espanyol. En total dirigí 14 pel·lícules, escrigué 146 guions i produí 82 pel·lícules, sense comptar la seva tasca com a productor i director de televisió: produí sis sèries, com Anillos de oro (1983) o Brigada Central (1989).
La seva relació amb el cinema es remunta a Estudios Chamartín. Amb 20 anys fou ajudant de producció de José Luis Sáenz de Heredia en el rodatge d’El escándalo (1943). El 1953 debutà com a guionista a Como la tierra i fou nomenat cap de producció amb només 26 anys. Participà en títols d'èxit com Manolo guardia urbano (1956) i Los Ángeles del volante (1957). El 1958 firmà el guió d'un dels seus títols més famosos, Las chicas de la Cruz Roja. El 1962 esdevingué productor en crear la seva pròpia companyia, Pedro Masó Producciones Cinematográficas, amb la qual aconseguí alguns èxits com Atraco a las tres, Vacaciones para Ivette, Un millón a la basura o La ciudad no es para mí.
El 1986 fundà la societat Escorpio Films S.A. com a filial de Pedro Masó Producciones Cinematográficas i produí el seu primer llargmetratge basat en una novel·la de Miguel Delibes, que dirigí Antonio Mercero, El tesoro (1988).
A la televisió rodà Anillos de oro (1983), Segunda enseñanza (1985), Brigada Central (1989), amb Imanol Arias, i a partir del 1993 dirigí i produí per a Antena 3 Compuesta y sin novio, protagonitzada per Lina Morgan i José Coronado.
Pedro Masó impulsà la carrera de directors com José María Forqué, Javier Aguirre Fernández i Pedro Lazaga, i les d'actors com Alfredo Landa o Paco Martínez Soria. També descobrí actors com Javier Bardem o Aitana Sánchez-Gijón.

## Filmografia
Director de cinema
- 1954 - La patrulla
- 1956 - Roberto el diablo
- 1971 - Las Ibéricas F.C.
- 1972 - Experiencia prematrimonial
- 1972 - Las colocadas
- 1974 - Una chica y un señor
- 1974 - Un hombre como los demás
- 1975 - A Menor Violentada
- 1975 - Las adolescentes
- 1976 - La menor
- 1977 - La coquito
- 1979 - La miel
- 1979 - La familia, bien, gracias
- 1980 - El divorcio que viene
- 1981 - 127 millones libres de impuestos
- 1991 - Puente aéreo
- 1995 - Hermana, pero ¿qué has hecho?

Director de televisió
- 1983 - Anillos de oro
- 1986 - Segunda enseñanza
- 1989 - Brigada Central
- 1999 - La familia... 30 años después

Productor
- ¡Aquí hay petróleo! (1956) de Rafael J. Salvia
- La Gran familia (1962
- Atraco a las tres (1962)
- Nuevo en esta plaza (1966) de Pedro Lazaga
- La ciudad no es para mí (1966) de Pedro Lazaga
- Sor Citroen (1967) de Pedro Lazaga
- No desearás la mujer de tu prójimo (1968) de Pedro Lazaga
- El turismo es un gran invento (1968) de Pedro Lazaga
- Las nenas del mini-mini (1969) de Germán Lorente
- El otro árbol de Guernica (1969) de Pedro Lazaga
- Verano 70 (1969) de Pedro Lazaga
- A 45 revoluciones por minuto (1969) de Pedro Lazaga
- Abuelo Made in Spain (1969) de Pedro Lazaga
- El Abominable hombre de la Costa del Sol (1970) de Pedro Lazaga
- El Astronauta (1970) de Javier Aguirre Fernández
- Las Colocadas (1972) de Pedro Masó
- La Rusa (1987) de Mario Camus
- Gran slalom (1995) de Jaime Chávarri
- Hermana, pero ¿qué has hecho? (1995) de Pedro Masó
- Atraco a las tres y media (2003)

Guionista
- Manolo guardia urbano (1956) de Rafael J. Salvia
- Los ángeles del volante (1957) d'Ignacio F. Iquino
- El puente de la paz (1958) de Rafael J. Salvia
- Las chicas de la Cruz Roja (1958) de Rafael J. Salvia
- El día de los enamorados (1959) de Fernando Palacios
- Amor bajo cero (1960) de Ricardo Blasco
- La gran familia (1962) de Fernando Palacios
- Atraco a las tres (1962) de José María Forqué
- Vacaciones para Ivette (1964) de José María Forqué
- Las viudas (1966) de Julio Coll
- La ciudad no es para mí (1966) de Pedro Lazaga
- Novios 68 (1967)de Pedro Lazaga
- Los chicos del Preu (1967) de Pedro Lazaga
- ¿Qué hacemos con los hijos? (1967) de Pedro Lazaga
- Sor Citroen (1967) de Pedro Lazaga
- ¡Cómo sóis las mujeres! (1968) de Pedro Lazaga
- La chica de los anuncios (1968) de Pedro Lazaga
- Las secretarias (1968) de Pedro Lazaga
- No desearás la mujer de tu prójimo (1968) de Pedro Lazaga
- Las amigas (1969) de Pedro Lazaga
- Las nenas del mini-mini (1969) de Germán Lorente
- ¿Por qué pecamos a los cuarenta? (1969) de Pedro Lazaga
- Verano 70 (1969) de Pedro Lazaga
- A 45 revoluciones por minuto (1969) de Pedro Lazaga
- Crimen imperfecto (1970) de Fernando Fernán Gómez
- El abominable hombre de la Costa del Sol (1970) de Pedro Lazaga
- El astronauta (1970) de Javier Aguirre
- El dinero tiene miedo (1970) de Pedro Lazaga
- Las Ibéricas F.C. (1971) de Pedro Masó
- Las colocadas (1972) de Pedro Masó
- Una chica y un señor (1974) de Pedro Masó
- 127 millones libres de impuestos (1980) de Pedro Masó
- El Seductor (1995) de José Luis García Sánchez
- Hermana, pero ¿qué has hecho? (1995) de Pedro Masó
- Atraco a las tres y media (2003) de Raúl Marchand